# وزير شؤون المساواة بين الجنسين (الدنمارك)
وزير شؤون المساواة بين الجنسين (بالدنماركية: Ligestillingsministeriet وتعني حرفيا وزارة المساواة) هو منصب وزاري في الدنمارك، حيث تعمل الوزارة على تحسين الحقوق والمساواة بين الجنسين في جميع مجالات الوزارة الأخرى. وعيّن رئيس الوزراء أوّل وزير للمساواة في الدنمارك في الأول من تموز/يوليو لعام 1999.

## وصلات خارجية
- الموقع الرسمي